# Зоопланктон

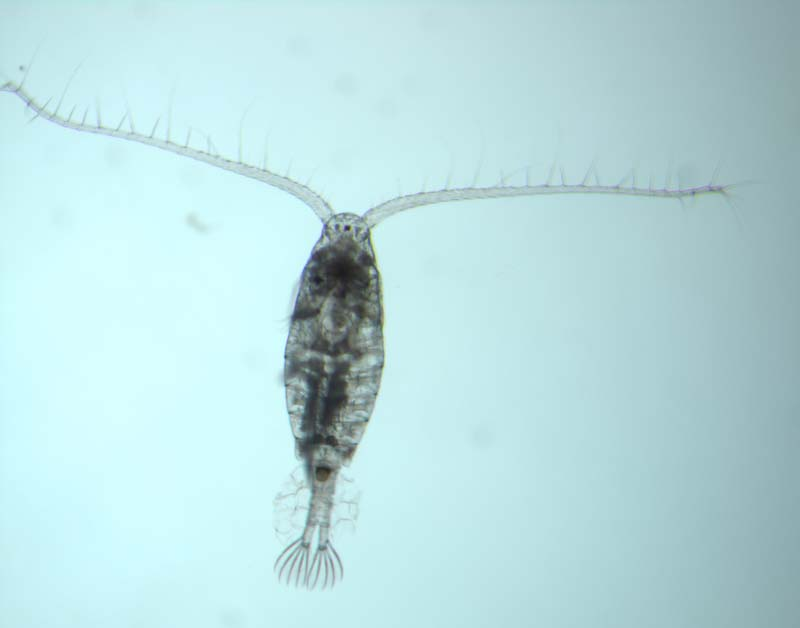
Представник зоопланктону

Зоопланкто́н — частина планктону, представлена тваринними організмами, які пасивно переносяться течіями. Представлений одноклітинними організмами, дрібними ракоподібними, личинковими стадіями тварин, пелагічною ікрою риб. Ці організми живляться фітопланктоном або дрібнішими представниками зоопланктону. Якщо організми весь життєвий цикл проводять у формі планктону, їх відносять до голопланктону; якщо тварини проводять у вигляді планктону частину життя (личинкову стадію), їх відносять до меропланктону. Зоопланктон є основою харчових ланцюгів у біоценозах водойм, особливо морських, він є ланкою, яка пов'язує фітопланктон, який продукує первинну біомасу, з вищими тваринам. 